# ONNED
ONNED (griechisch ΟΝΝΕΔ, Οργάνωση Νέων Νέας Δημοκρατίας ‚Jugendorganisation [der] Nea Dimokratia‘) ist die Jugendorganisation der Partei Nea Dimokratia. Sie wurde am 17. Oktober 1974 gegründet und hat heute ca. 35.000 Mitglieder weltweit. Präsident der O.N.NE.D ist seit Juni 2022 Orfeas Georgiou.